# A veces cuesta llegar al estribillo
A veces cuesta llegar al estribillo es el título del decimocuarto álbum de estudio Rosendo Mercado. Fue publicado en 2010 por el sello Warner Music y grabado en el Estudio Du Manoir de Las Landas (Francia) en marzo de ese mismo año.

## Temas
1. Mala tiña - 3:21
2. Tú que, yo que - 3:30
3. Amaina tempestad - 3:45
4. Amenaza desastre - 4:00
5. Contigo mismo - 3:06
6. La cera que arde - 3:41
7. Angelitos - 3:10
8. A moco tendido - 3:11
9. Rompe la cadena - 3:00
10. Ni gozo ni calvario - 3:26
11. A veces cuesta llegar al estribillo - 2:51

## Músicos
- Rosendo Mercado: Guitarra y voz
- Rafa J. Vegas: Bajo
- Mariano Montero: Batería